# Мост в Чанагчы
Мост в Чанагчы (азерб. Çanaqçıda körpü)  — бывший однопролётный каменный арочный мост через речку Чанахчи (в источнике Аветараноц(арм. Ավետարանոցի կամուրջ)), протекающую по подножию монастыря Кусанац, находящегося в селе Чанагчы Ходжалинского района Азербайджана.
Сохранились остатки правобережной опоры. Мост был построен в XVII веке из необработанного камня, на известковом растворе.

## Другие мосты в Чанагчы
Кроме данного, не уцелевшего моста, в Чанахчи имеются сохранившиеся до наших дней однопролётный мост Махтеса Арана постройки 1663 года и, также однопролётный, мост Акнахбюра, между Чанахчи и Карабулаком, тоже постройки XVII века (39°42′06″ с. ш. 46°50′59″ в. д.), с небольшим водопадом под ним, также построенный из необработанного камня на известковом растворе.